# Sundae (ijs)

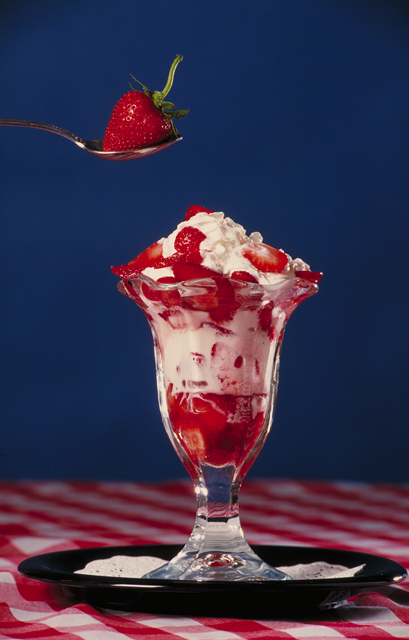
Een aardbeiensundae.

Een sundae is een nagerecht bestaande uit ijs overgoten met een saus en eventueel voorzien van slagroom. Het ijs kan zowel in bolletjes als softijs zijn. De saus kan bijvoorbeeld fruitsmaak, karamel of chocolade zijn. De oorsprong van dit type gerecht lijkt te liggen in de Verenigde Staten, waar verschillende steden de "geboorteplaats" van de sundae zeggen te zijn. Het eerst gedocumenteerde sundae-ijsje werd gemaakt op 3 april 1892.